# غيرشون كينغسلي
غيرشون كينغسلي (بالإنجليزية: Gershon Kingsley )‏ (و. 1922  م) هو ملحن، وكاتب أغاني من ألمانيا، والولايات المتحدة، ولد في بوخوم، عزف آلات سنثسيزر والبيانو.

## وصلات خارجية
- غيرشون كينغسلي على موقع IMDb (الإنجليزية)
- غيرشون كينغسلي على موقع ميوزك برينز (الإنجليزية)
- غيرشون كينغسلي على موقع قاعدة بيانات برودواي على الإنترنت (الإنجليزية)
- غيرشون كينغسلي على موقع أول ميوزيك (الإنجليزية)
- غيرشون كينغسلي على موقع ديسكوغز (الإنجليزية)

- غيرشون كينغسلي في قاعدة بيانات الأفلام على الإنترنت